# Linda Züblin

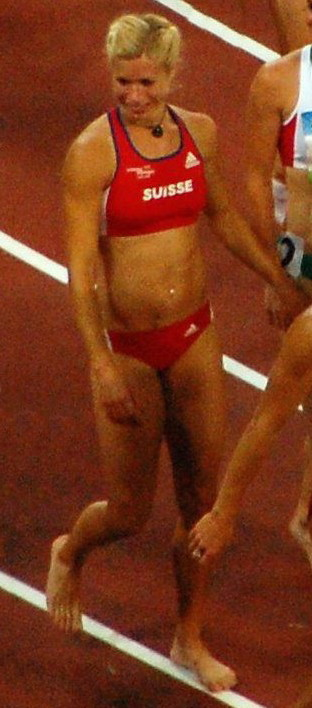
Linda Züblin

Linda Züblin (sinh ngày 21 tháng 3 năm 1986) là một nữ vận động viên bảy môn phối hợp Switzerland. Cô đã thi đấu cho quốc gia của mình tại Thế vận hội Mùa hè 2008.

## Thành tích
| Năm                  | Giải đấu                  | Địa điểm             | Thứ hạng             | Nội dung             | Chú thích            |
| Đại diện cho Thụy Sĩ | Đại diện cho Thụy Sĩ      | Đại diện cho Thụy Sĩ | Đại diện cho Thụy Sĩ | Đại diện cho Thụy Sĩ | Đại diện cho Thụy Sĩ |
| -------------------- | ------------------------- | -------------------- | -------------------- | -------------------- | -------------------- |
| 2007                 | Hypo-Meeting              | Götzis, Áo           | 17                   | Bảy môn phối hợp nữ  | 5938 điểm            |
| 2007                 | Giải vô địch U-23 châu Âu | Debrecen, Hungary    | 11                   | Bảy môn phối hợp nữ  | 5878 điểm            |
| 2007                 | Giải vô địch thế giới     | Ōsaka, Nhật Bản      | 20                   | Bảy môn phối hợp nữ  | 5995 điểm            |
| 2008                 | Hypo-Meeting              | Götzis, Áo           | 22                   | Bảy môn phối hợp nữ  | 6018 điểm            |
| 2008                 | Thế vận hội               | Bắc Kinh, Trung Quốc | 30                   | Bảy môn phối hợp nữ  | 5743 điểm            |
| 2009                 | Hypo-Meeting              | Götzis, Áo           | 10                   | Bảy môn phối hợp nữ  | 5957 điểm            |
| 2009                 | Giải vô địch thế giới     | Berlin, Đức          | 16                   | Bảy môn phối hợp nữ  | 5934 điểm            |